# نوردین اوبالی
نوردین اوبالی (فرانسوی: Nordine Oubaali‎؛ زادهٔ ۴ اوت ۱۹۸۶) بوکسور اهل فرانسه است.